# Liste der Einträge im National Register of Historic Places im Bandera County
Die Liste der Registered Historic Places im Bandera County führt alle Bauwerke und historischen Stätten im texanischen Bandera County auf, die in das National Register of Historic Places aufgenommen wurden.

## Aktuelle Einträge
| Lfd. Nr. | Name im NRHP                          | Bild | Datum der Eintragung | Adresse/Lage                    | Ort     | NRHP-ID  | Beschreibung |
| -------- | ------------------------------------- | ---- | -------------------- | ------------------------------- | ------- | -------- | ------------ |
| 1        | B. F. Langford Jr. and Mary Hay House |      | 22. März 2004        | 415 Fourteenth St.              | Bandera | 04000229 |              |
| 2        | Bandera County Courthouse and Jail    |      | 31. Okt. 1979        | Public Sq., 12th and Maple Sts. | Bandera | 79002911 |              |
| 3        | Jureczki House                        |      | 11. Jan. 1980        | 607 Cypress St.                 | Bandera | 80004075 |              |